# 양강총독

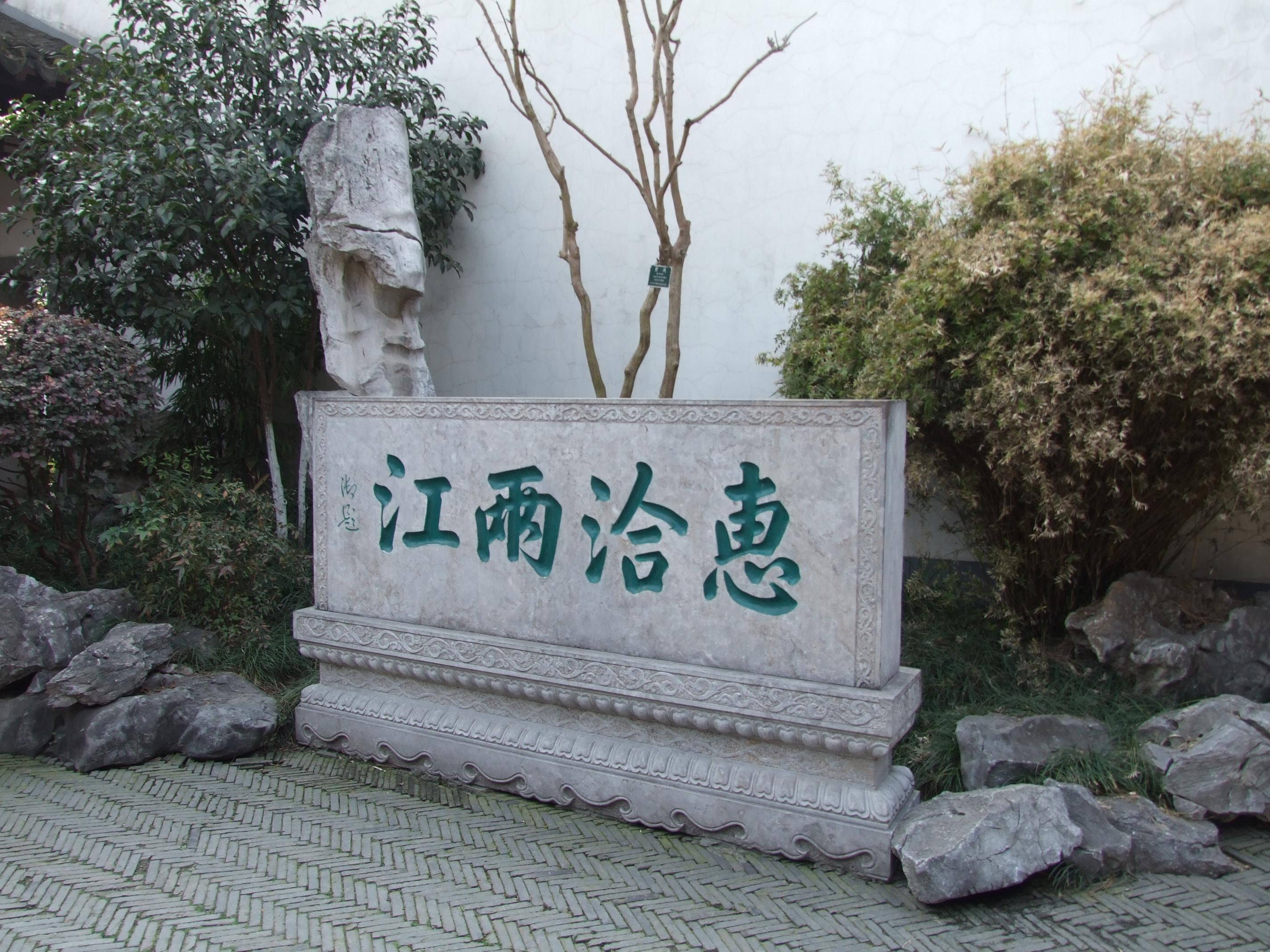
양강총독부

양강총독(兩江總督)은 중국 청나라 때 특정 지방 담당 지역 장관의 관직이다.
‘양강’은 강소성, 안휘성이 청나라 초에는 ‘강남성’이었기 때문에 ‘강남성’과 ‘강서성’을 총괄하는 총독이라고 부른 것에서 유래한다. 강소, 안휘, 강서의 총독으로 관할 지역의 군정과 민정을 모두 총괄했다. 지역 장관으로서 최고위에 해당하며, 총독 중에서도 난징을 관할로 하는 양강총독은 매우 중요한 직위였지만, 동시에 관할에서 일어난 태평천국의 난에 대응해야 했던 “매우 어려운 직위”였기도 했다.
1866년부터는 화중지역 대외무역 항구의 감독도 담당했기 때문에 양강총독이 남양통상대신을 겸임하게 되었다.

## 연혁
양강총독의 전신은 1647년(순치 4년)에 설치된 강남, 강서, 하남 삼성총독이다. 당시 총독부는 강녕에 설치되었다.
- 1652년 (순치 9년), 관직명이 강서총독(江西総督)으로 바뀌고, 총독부도 남창으로 이동하지만 곧 원래 이름으로 되돌려진다.
- 1661년 (순치 18년), 강남총독(江南総督)과 강서총독(江西総督)으로 분리.
- 1662년 (강희 원년), 장강의 하천 공사 감독(하도총독의 일의 일부)을 강남총독이 관할하게 된다.
- 1665년 (강희 4년), 양강총독으로 통합.
- 1674년 (강희 13년), 강남총독, 강서총독으로 분리.
- 1682년 (강희 21년), 공식적으로 양강총독으로 통합.
- 1723년 (옹정 원년), 양강 총독이 ‘병부상서’ 겸 ‘도찰원 우도어사’도 겸임하게 된다.
- 1831년 (도광 11년), 특허품인 식염의 양회(兩淮, 강소성)에서의 관리를 양강총독의 관할로 했다.
- 1866년 (동치 5년), 난징조약에 의해 개항한 다섯 항구(광저우· 푸저우 · 샤먼· 닝보· 상하이)에서 무역(오구통상)의 감독 업무(남양통상대신)를 양강총독이 겸임하게 되었다.
- 1875년 (광서 원년), 양무운동의 일환으로 양강총독 아래에 ‘남양함대(남양수사)’를 조직한다.
- 1909년 (선통 원년), 남양함대 순양함급 이상을 북양함대에 합류시켜 포함급으로 ‘장강함대’를 조직한다.

## 총독부
총독부는 강녕성(현 난징) 중부 한부가에 있는 한왕부(명대 진우량의 후예가 봉해졌던)의 자리에 설치되었다. 1853년 ~ 1864년, 태평천국의 난으로 태평천국군에 의해 난징이 점령되면서 수령이었던 홍수전이 이곳을 확장해 화려한 천왕부(天王府)를 건설했다. 1864년 태평천국이 붕괴되고, 천왕부가 파괴되자 증국번은 이곳에 옛 총독부를 재건했다. 1909년에는 난징 성내를 통과하는 영원철도(寧垣鐵道) 역이 이곳에 있었다.
신해혁명이 일어나자 1912년에 이곳에 중화민국 임시 대총통부를 설치했고, 1927년부터 1949년에는 이곳에 국민당 정부와 중화민국 총통부가 설치되었다. 현재는 ‘난징 중국 근대 역사 유적박물관’으로 사용되고 있다.